# Teneriffia quadripapillata
Teneriffia quadripapillata is een mijtensoort uit de familie van de Teneriffiidae. De wetenschappelijke naam van de soort is voor het eerst geldig gepubliceerd in 1911 door Sig Thor.